# United Jazz + Rock Ensemble
United Jazz + Rock Ensemble (скорочено «United» або «UJRE») розвинувся з гурту джазових музикантів, який був сформований для телевізійного шоу Süddeutscher Rundfunk (Південнонімецьке мовлення) у 1974–1975 роках.
Майже всі учасники «UJRE» присутні в гурті від самого початку.
Колектив грав переважно авторські композиції від джазу до року. Досвід Чарлі Маріано з індійською музикою іноді вносив етнічні елементи. 
Оскільки всі учасники гурту активно грали у своїх гуртах до та після створення UJRE, ансамбль часто називали «Групою керівників оркестрів». 
Деякі з учасників займають викладацькі посади в різних музичних коледжах.
За 27 років свого існування гурт випустив чотирнадцять альбомів, усі на лейблі Mood Records.
У 2002 році гурт вирушив у свій «Прощальний тур 2002». Серед причин назвали занедужання Барбари Томпсон на хворобу Паркінсона.

## Склад гурту
Остаточний склад 2002 року
- Вольфганг Даунер (Wolfgang Dauner) — фортепіано,
- Барбара Томпсон (Barbara Thompson) — саксофон,
- Джон Гісеман (Jon Hiseman) — ударні,
- Дейв Кінг (Dave King) — бас,
- Ян Карр (Ian Carr) — труба,
- Фолькер Крігель (Volker Kriegel) — гітара,
- Рюдігер Бальдауф (Rüdiger Baldauf) — труба,
- Ек ван Руйен (Ack van Rooyen) — труба, флюгельгорн,
- Альберт Мангельсдорф (Albert Mangelsdorff) — тромбон,
- Крістоф Лауер (Christof Lauer) — саксофон.

Колишні учасники
- Еберхард Вебер (Eberhard Weber) — бас,
- Кенні Вілер (Kenny Wheeler) — труба,
- Йоганнес Фабер (Johannes Faber) — труба,
- Чарлі Маріано (Charlie Mariano) — саксофон та етнічні інструменти,
- Торстен Бенкенштейн (Thorsten Benkenstein) — труба,
- Пітер О'Мара (Peter O'Mara) — гітара.

## Дискографія

### Альбоми
- Live im Schützenhaus (1977)
- Teamwork (1978)
- The Break Even Point (1979)
- Live in Berlin (1981)
- United Live — Opus Sechs (1984)
- Round Seven (1987)
- Na endlich!  — Live in Concert (1992)
- Live — Die Neunte von United (1996)
- X (1999)

### Збірники
- Zwischenbilanz — Das Beste aus den Jahren 1977-1981 (1982)
- Highlights (1987)
- Highlights II (1994)